# どんどんどんの森
- どん3の森

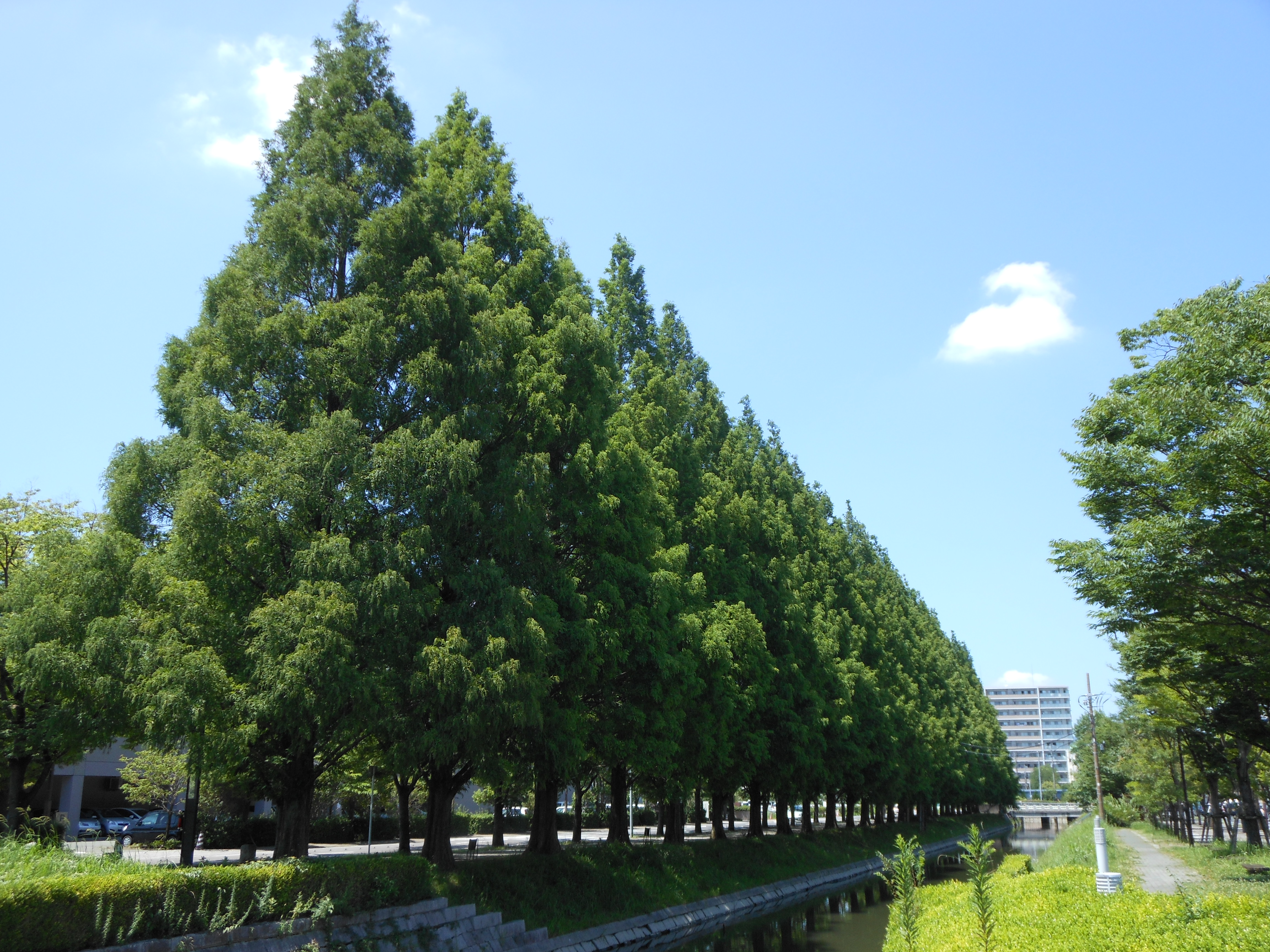
東側のメタセコイア並木

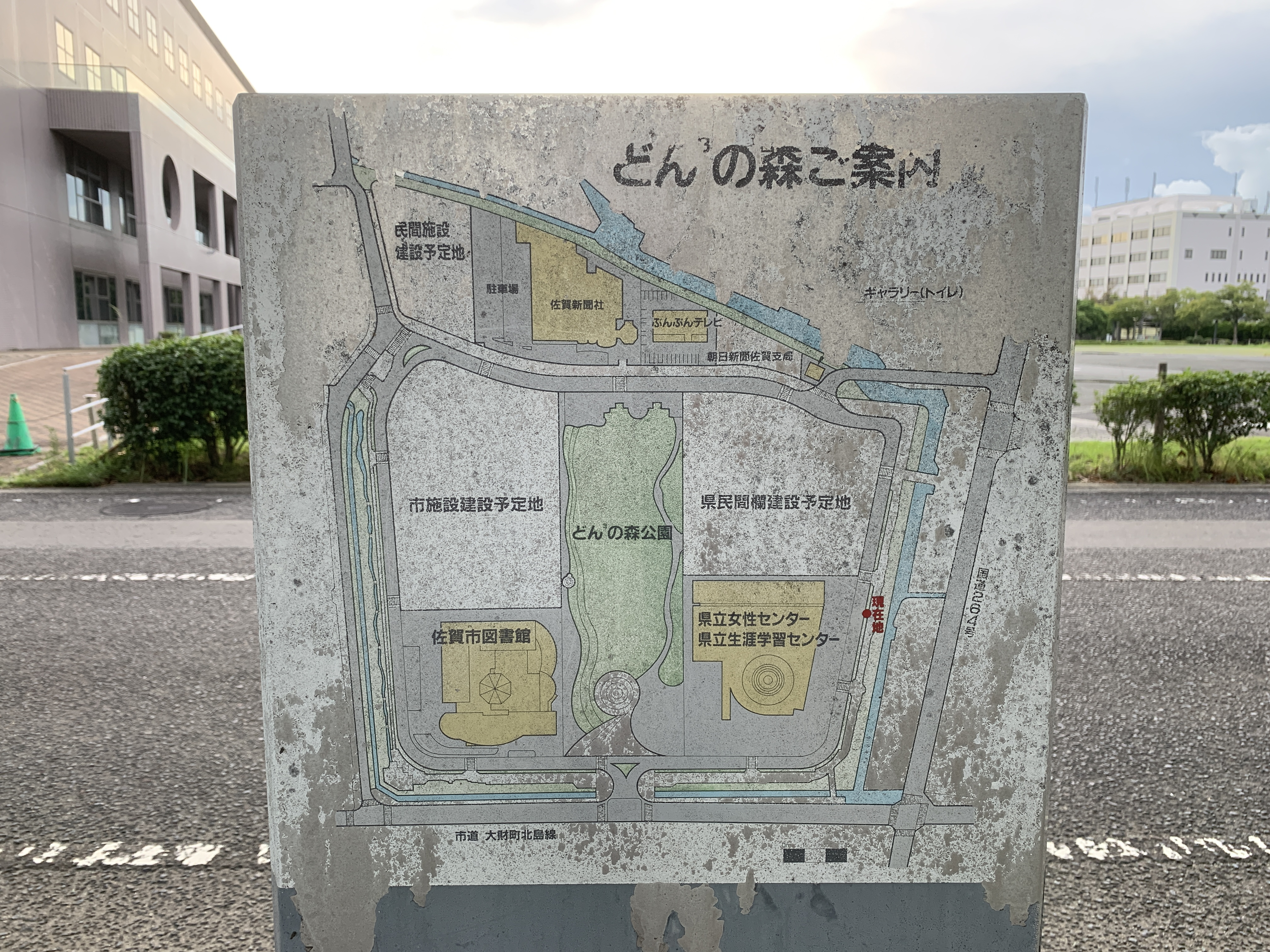
どんどんどんの森東側に設置されている案内板

どんどんどんの森（どんどんどんのもり）は、佐賀市中心部にある都市緑地である。再開発に伴い整備された。「どん3の森」と略記することもある。話し言葉では「どんスリー」や「どんスリーの森」と略す場合もある。英語名は"Don-Don-Don no Mori"であり、近くの交差点の交通案内板には「どん3の森 Don-Don-Don no Mori」と表示されている

## 「どんどんどん」とは
名称は佐賀市が行った公募により決定したもので、ドンドンという太鼓の音、どんどんと突き進むといった意味が込められている。「どんどんどん」と3回繰り返すのは、佐賀弁にみられる特徴的な三連オノマトペ（擬音を3回繰り返す）の影響によるもの。

## 経過と再開発
1916年（大正5年）に地元の有志によって設立された佐賀紡績は、この地区に大規模な工場を建設し、事業を展開した。佐賀紡績は鈴木商店系列に入り、鈴木商店の倒産により大和紡績に吸収合併されて、大和紡績佐賀工場となった。1987年（昭和62年）4月に佐賀工場は閉鎖され、この地区は「大和紡績佐賀工場跡地」となった。跡地約97,000m2は佐賀市に売却された。
その後跡地の有効利用の議論が活発化し、1990年（平成2年）にその用途の概要が決定された。公共施設の建設や企業の立地が決まり、移転や建設が進んだ。また、あわせて道路の再整備、バス停の設置、周辺の河川や緑地の再整備なども進行していた。しかし、依然として地区の名称は「大和紡績跡地」「大和紡跡地」のままであり、さまざまな弊害が出始め、名称決定への早期着手を望む声が相次ぐようになった。1994年（平成6年）12月に市は跡地名称の公募を開始し、1995年（平成7年）3月に決定した。
再開発や施設利用に当たっては、さまざまな試みも行われた。佐賀市立図書館の建設に当たっては佐賀県内の市町村としては初めて一般競争入札を行った。また、当時としては珍しい都道府県立の女性センター設置や、「アバンセ」の館長の全国公募なども行われた。
用地南側は施設と公園が整備されているが、北側の一部は依然として空き地となっている。2005年（平成17年）には佐賀県立病院好生館の移転が検討されたが、市民の間で賛成と反対の意見が分かれたほか、市と県の対立もあり、最終的には同市南西部の嘉瀬町に決定した。
国道264号のうち、長崎本線高架下付近からどんどんどんの森東側を通り、辻の堂交差点に至るまでの約1.5kmの区間が「紡績通り」と名付けられている。また、どんどんどんの森の北東端には工場で働いてきた工女を模した織姫像が建立されており、工場の名残が残されている。

## 概要
公共施設群、企業用地、緑地、空き地により構成される。
公共施設
- 佐賀市立図書館
- アバンセ（佐賀県男女共同参画センター・佐賀県立生涯学習センター）
  - 放送大学佐賀学習センター

緑地・公園
- ふれあい広場

企業用地
- 損保ジャパン佐賀どんどんどんコールセンター
- 佐賀新聞社本社屋
- 佐賀シティビジョン本社
- 朝日新聞佐賀総局

ふれあい広場などでは、市に公園内行為許可申請を行って許可が下りれば、イベントなどを開催することが可能である。
市中心部の公園としては最大の規模であり、文化イベント、市民活動、集会などで公園が使用されることが多い。